# Hidaka Usaburō
Hidaka Usaburō (jap. 日高 卯三郎) war ein japanischer Fußballspieler.

## Nationalmannschaft
1923 debütierte Hidaka für die japanische Fußballnationalmannschaft. Hidaka bestritt zwei Länderspiele. Mit der japanischen Nationalmannschaft qualifizierte er sich für die Far Eastern Championship Games 1923.